# 方柏翹
方柏翹（1979—），香港電視足球評述員。
方柏翹，2001年加入成為有線電視足球評述員，在有線足球台及體育台旁述足球直播賽事及主持足球節目。主要評述意甲賽事，他亦曾評述世界盃及歐洲國家盃等重要賽事，並曾到意大利各大球會進行採訪工作。2007年離開有線電視，加入now寬頻電視成為足球評述員。

## 外部連結
- 方柏翹的Facebook專頁